# Masaya Matsumoto
Masaya Matsumoto (松本 昌也?, Matsumoto Masaya; Nakatsu, 25 gennaio 1995) è un calciatore giapponese, attaccante del Fagiano Okayama.

## Carriera

### Club
Prodotto del centro giovanile JFA di Fukushima, nel 2013 è acquistato dall'Oita Trinita. Debutta tra i professionisti il 20 marzo 2013, in un pareggio per 1-1 contro l'Albirex Niigata in Coppa J. League. Utilizzato con regolarità a partire dalla stagione successiva, nel 2017 passa al Júbilo Iwata.

### Nazionale
Ha giocato nelle nazionali giovanili giapponesi Under-17 ed Under-20.

## Palmarès

### Club

#### Competizioni nazionali
- J3 League: 1

Oita Trinita: 2016
- J2 League: 1

Júbilo Iwata: 2021